# Ackergill
Ackergill is een nederzetting in het noorden van Schotland aan de Noordzee. Het ligt in Caithness in de Hooglanden, net ten noorden van Wick.
De Ackergill Tower staat er, een gebouw iets tussen een kasteel en een toren in.
Vroeger bevond zich in dit dorp een basis voor een reddingsboot, om er voor te zorgen dat de groter wordende visindustrie in Wick veilig verliep.